# Херцеговачки устанак (1882)
Друга невесињска пушка назив је за побуну херцеговачких устаника против аустроугарских власти 1882. године. Завршена је неуспешно. 

## Позадина
Аустроугарска је на Берлинском конгресу 1878. године добила право да окупира османску покрајину Босну и Херцеговину. Нове аустријске власти, међутим, нису решиле аграрни ни национално питање. Тзв. "Саферска наредба" и даље је остала на снази. Аустроугарске власти започеле су са експлоатацијом рудног и шумског богатства области. Католичка црква је повлашћена под утицајем исусоваца. Незадовољство се претворило у оружани устанак. Први знаци незадовољства јавили су се 1879. године. Бивши херцеговачки устаници мобилисани у пандурски корпус подижу побуну у Невесињу августа месеца, у истом месту где је 1875. године отпочела побуна против османских власти. Устаници су се сукобили са војском 12. септембра. Устанак је локализован, а заведен је преки суд за устанике. Други сукоб избио је са мостарском црквено-школском општином која је била српско средиште у Херцеговини у вези питања црквено-школске аутономије. Затим је приликом примене закона о Ландверу у Боки избила буна јуна 1881. која је захватила Кривошије и суседна подручја, повезана и у ранијим устанцима. Новембра 1881. Кривошијани су протерали представнике аустроугарских власти. На чело хајдучких чета стао је познати народни вођа Стојан Ковачевић. У таквој ситуацији донет је Војни закон за Босну и Херцеговину који је изазвао избијање општег устанка. Протест српске општине у Мостару довео је до њеног распуштања и стављања њених чланова пред суд фебруара 1882. У источној Херцеговини развила се хајдучија појачана бегунцима од регрутације. Власти су одговориле репресалијама које су изазвале одметање херцеговачких пандура, чиме је угрожен полицијски систем у Херцеговини. Одметници су обновили захтеве из устанка 1875-1878, ударили на жандармеријске станице и угрозили гарнизоне у Невесињу, Гацку и Билећи.

## Устанак
Устанак је букнуо 11. јануара 1882. године. Захватио је области поред црногорске границе одакле се ширио ка Херцеговини и јужној Босни. Јануара и почетком фебруара месеца устанак је кулминирао. Устаници односе победе у биткама на Неретви и Главатичеву. Преко Дрине они су отпочели са пробојем ка Рашкој области. Нападају и Фочу, али су одбијени. Око 3000 устаника кренуло је ка Сарајеву ометајући комуникације центра непријатељских војника. На чело устанка стале су народне вође Салко Форта и Ибрахим бег Ченгић од муслимана, а Стојан Ковачевић, Перо Тунгуз, војвода Радовић од Срба. У врховно вођство, меџлис, изабрано је 7 муслимана и Срба, али је устанак остао без јаче унутрашње кохезије. Српски одреди су се ослањали на организацију из устанка 1875-1878 године. У другој половини фебруара аустроугарске војне власти су предузеле опсежне мере за ликвидирање устанка. Предвиђена је блокада устаничког средишта у области Загорја и успостављање кордона ка Црној Гори и Османском царству у циљу спречавања преласка устаника преко границе. Отпор устаничких чета није се могао мерити са офанзивом аустријске војске и технике. Устаници су пробили обруч код Неретве повлачећи се у мњаим групама ка Црној Гори и Рашкој области, али је њихова снага већ била сломљена. Земаљска влада у Сарајеву је 22. априла објавила да је устанак угушен. Устаницима је дата амнестија, мада је он трајао у Херцеговини све до новембра 1882. године. 